# 리처드 리모
리처드 키프케메이 리모(영어: Richard Kipkemei Limo, 1980년 11월 18일 ~ )는 케냐의 육상 선수이다. 그는 2001년 세계 육상 선수권 대회에 출전했고 5000m 경기에서 금메달을 획득했다. 리모는 1980년에 우아신 기슈 지역 쳅티기트 마을에서 태어났다. 그는 자신의 집 근처에 있는 훈련 캠프에 합류한 1997년이 되고 나서야 달리기를 시작했다. 그의 키는 1.67m이고 몸무게는 52kg이다.